# 内田芳明
内田 芳明（うちだ よしあき、1923年 - 2014年7月8日）は、日本の社会思想研究者。大塚久雄と親しく、マックス・ヴェーバー『古代ユダヤ教』の翻訳・研究により1999年にレッシングドイツ連邦政府翻訳賞受賞。元比較法文化学会会長、日本景観学会名誉会員。

## 来歴
東京生まれ。1952年東京商科大学（現一橋大学）卒業、1957年同特別研究生修了。
1989年に横浜国立大学経済学部教授を定年退官。その間、ドイツ・マールブルク大学客員教授、テュービンゲン大学客員教授、ベルリン大学客員教授等を歴任。

## 主な著書
- 『アウグスティーヌスと古代の終末』（弘文堂、1961年）
- 『ヴェーバー社会科学の基礎研究』（岩波書店、1968年）
- 『マックス・ヴェーバーと古代史研究』（岩波書店、1970年）
- 『ヴェーバーとマルクス』（岩波書店、1972年）
- 『歴史変革と現代』（筑摩書房、1973年）
- 『ヴェーバーの射程』（勁草書房、1977年）
- 『風景の現象学』（中央公論社〈中公新書〉、1985年）
- 『風景と都市の美学』（朝日新聞社〈朝日選書〉、1987年）
- 『思索の散歩道』（思潮社、1989年）
- 『ヴェーバー受容と文化のトポロギー』（リブロポート、1989年）ISBN 4845704927
- 『現代に生きる内村鑑三』（岩波書店、1991年）ISBN 4000006177
- 『風景とは何か: 構想力としての都市』（朝日選書、1992年）ISBN 4022595450
- 『ヴェーバー: 歴史の意味をめぐる闘争』（岩波書店、2000年）ISBN 4000001817
- 『風景の発見』（朝日選書、2001年）ISBN 4022597755
- 『ヴェーバー『古代ユダヤ教』の研究』（岩波書店、2008年）ISBN 4000222074

## 主な訳書
- エルンスト・トレルチ　『ルネサンスと宗教改革』　岩波文庫、初版1959、重版多数
- マックス・ウェーバー　『古代ユダヤ教』　みすず書房 全2巻、1962．64→みすず書房 全1巻 1985→岩波文庫 全3巻 1996、いずれも改訳。
  - 1999年、第2回レッシング翻訳賞受賞。